# بلدية فالكا
بلدية فالكا هي بلدية في لاتفيا، بلغ عدد سكانها 8,049  نسمة وذلك حسب إحصائيات سنة 2017.

## التقسيمات الإدارية
- Ērģeme Parish [الإنجليزية]‏.